# Financial Crimes Enforcement Network
Le Financial Crimes Enforcement Network (FinCEN) est un bureau du département du Trésor des États-Unis qui collecte et analyse les informations sur les transactions financières afin de lutter contre le blanchiment d'argent national et international, le financement du terrorisme et d'autres crimes financiers.

## Histoire
Le FinCEN a été créé par un arrêté du Secrétaire au Trésor (Ordre du Trésor numérotée de 105 à 08) le 25 avril 1990. En mai 1994, sa mission a été élargie pour inclure les responsabilités réglementaires, et en octobre 1994, le précurseur du Département du Trésor et le bureau d'exécution financière ont fusionné avec le FinCEN. Le 26 septembre 2002, après l'adoption du titre III du Patriot Act, l'ordre du Trésor 180-01 a un bureau officiel dans le département du Trésor.
En septembre 2012, la technologie de l'information du FinCEN appelé FinCEN Portal and Querry System a migré avec 11 années de données dans le FinCEN Query, un moteur de recherche similaire à Google. Depuis septembre 2012 le FinCEN génère 4 nouveaux rapports : le Suspicious Activity Report (ou FinCEN SAR), le Currency Transaction Report (ou FinCEN CTR), le Designation of Exempt Person (ou DOEP) et le Registered Money Service Business (ou RMSB)

## Mission
Le directeur du FinCEN a exprimé sa mission en novembre 2013 qui est de « protéger le système financier contre l'usage illicite, le blanchiment d'argent de combat et de promouvoir la sécurité nationale ». Le FinCEN sert d'unité américaine de renseignements financiers et compose aussi le Egmont Group of Financial Intelligence Units. Le site affirme que le motif principal des criminels est un gain financier donc qu'ils laissent des traces financières quand ils essaient de blanchir le produit de leurs crimes ou de tenter d'écouler leurs profits mal acquis.

## Organisation
En novembre 2013, le FinCEN employait environ 340 personnes pour la plupart des professionnels du renseignement ayant une expertise dans l'industrie financière, la finance illicite, l'intelligence financière, le blanchiment d'argent, le financement du terrorisme, le régime de réglementation, la technologie informatique et de l'application. La majorité du personnel sont des membres permanents du FinCEN. Il y a des dizaines d'agences de renseignement, y compris le bureau de l'alcool, du tabac et des armes à feu. le Drug Enforcement Administration, le Federal Bureau of Investigation, l'Internal Revenue Service, le service des douanes et le service postal de l'inspection des États-Unis.

### Directeurs
- Brian M. Bruh (1990 - 1993)
- Stanley E. Morris (1994 - 1998)
- James F. Sloan (avril 1999 - octobre 2003)
- William J. Fox (décembre 2003 - février 2006)
- Robert W. Werner (mars 2006 - décembre 2006)
- James H. Freis, Jr. (mars 2007 - août 2012)
- Jennifer Shasky Calvery (septembre 2012 – présent)

(Jennifer Shasky Calvery a annoncé qu'elle quitterait son poste fin mai 2016)

## 314 Program
Le USA PATRIOT Act de 2001 a permis la création d'un réseau sécurisé pour la transmission de l'information pour faire respecter les règlements pertinents. Les règlements du FinCEN vertu de l'article 314(a) permet aux organismes l'application de la loi fédérale eandant la main à plus de 45 000 points de contact à plus de 27 000 institutions financières pour localiser les comptes et les transactions de personnes qui pourraient être impliquées dans le financement du terrorisme et/ou le blanchiment d'argent. Le partenariat entre la communauté et l'application de la loi financière permet à des informations disparates d'être identifiées, centralisées et évaluées rapidement.

## Hawala

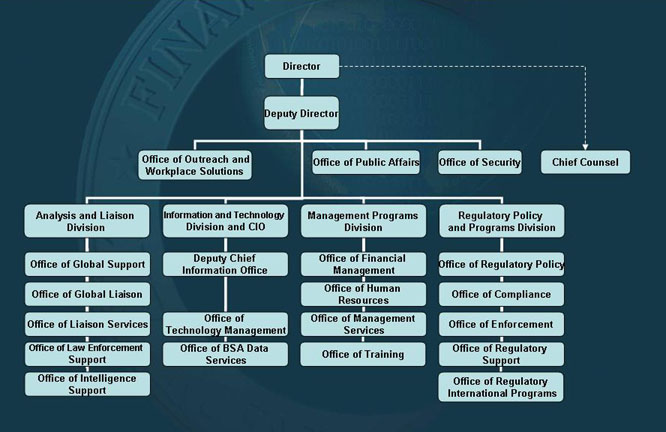
Il s'agit d'un organigramme du Financial Crimes Enforcement Network, une agence du département du Trésor des États-Unis.

Dès 2003, le FinCEN a diffusé des informations sur les « systèmes de valeurs informel de transfert » (ou IVTS), y compris les Hawala, un réseau de personnes qui reçoivent de l'argent dans le but de rendre les fonds payables à un tiers dans un autre emplacement géographique, généralement en dehors du système bancaire classique à travers les institutions financières non bancaires ou autres entités commerciales dont l'activité principale ne peut pas être la transmission de l'argent.

## Monnaies virtuelles
En juillet 2011, le FinCEN ajouté une « autre valeur qui remplace la monnaie » à sa définition d'entreprises de services monétaires dans la préparation d'adapter la règle respective aux monnaies virtuelles. Le 18 mars 2013, le FinCEN a émis des directives interprétatives concernant les monnaies virtuelles, selon laquelle, les échangeurs et les administrateurs, mais pas les utilisateurs de la monnaie virtuelle convertible sont considérés comme des émetteurs d'argent, et doit se conformer aux règles pour empêcher le blanchiment d'argent, le financement du terrorisme et d'autres formes de criminalité financière.
En novembre 2013, Calvery a déclaré en audience au Sénat : « Il est dans le meilleur intérêt des fournisseurs de monnaie virtuelle de se conformer à ces règlements pour un certain nombre de raisons. La première est l'idée de la responsabilité des entreprises » contrastant l'affaire de Bitcoin lors d'un contournement du système de fichiers des institutions financières des entreprises. Elle a déclaré que le FinCEN collabore avec le Federal Financial Institutions Examination Council. Selon le département de la Justice, les membres représentent le FBI, la Drug Enforcement Administration, de multiples avocat américain et les confiscation d'actifs des criminels de la Chambre criminelle, le blanchiment d'argent et les crimes de la propriété intellectuelle et de l'informatique.

## Transparence des entreprises
En 2020, les États-Unis adoptent le Corporate Transparency Act. Cette loi impose aux propriétaires de sociétés écrans de révéler leur identité au FinCEN. Le Trésor et les forces de l’ordre auront accès à ces informations pour lutter contre le blanchiment d'argent et l'évasion fiscale.

## Controverses
Il a été allégué que les règlements du FinCEN contre structuration sont appliquées injustement et arbitrairement, par exemple, il a été signalé en 2012 que les petites entreprises qui vendent à des marchés de producteurs ont été leur cible, tandis que les personnes connectées politiquement comme Eliot Spitzer n'ont pas été poursuivis.
En 2009, le GAO note que les régulateurs bancaires fédéraux ont émis un manuel d'examen inter-agences, que la SEC, la CFTC et leurs organismes d'auto-réglementation respectifs développés les modules de l'examen et que le FinCEN et l'IRS examinant les institutions financières non bancaires ont émis un manuel d'examen pour les entreprises de services monétaires. Par conséquent plusieurs régulateurs examinent la conformité des BSA entre les industries et pour certaines grandes sociétés de portefeuille, même au sein de la même institution. Les régulateurs se doivent de promouvoir une plus grande cohérence, la coordination et le partage d'informations, de réduire le fardeau réglementaire inutile, et de trouver des préoccupations dans toutes les industries. Le FinCEN a estimé que cela conduira à des accords d'accès aux données avec 80 % des organismes d'État qui effectuent des examens de BSA depuis 2012.
Les avantages du FinCEN par rapport à sa menace contre la vie privée ont été débattues par l'Electronic Frontier Foundation à San Francisco depuis la création du FinCEN en 1990. Sa valeur est difficile à évaluer sans publication de preuves : le FinCEN ne divulgue pas combien d'activités suspectes découlent directement des enquêtes, ni les inculpations ou les condamnations, et aucune étude existent pour comptabiliser le nombre de rapports qui sont déposés envers les personnes innocentes.